# Julián Álvarez
Julián Álvarez (* 31. ledna 2000) je argentinský profesionální fotbalista, který hraje na pozici útočníka či křídelníka za španělský klub Atlético Madrid a za argentinský národní tým. Je to mistr Jižní Ameriky a mistr světa z Mistrovství světa v Kataru 2022.

## Klubová kariéra

### River Plate
Álvarez přišel do akademie River Plate v roce 2016. Álvarez se dostal do A-týmu River Plate pod vedením manažera Marcela Gallarda během sezóny 2018/19. V klubu debutoval 27. října 2018, a to v utkání Primera División proti Aldosivi.
Álvarez nastoupil do odvetného zápasu finále Poháru osvoboditelů 2018, a to při výhře River Plate nad Bocou Juniors. Álvarez vstřelil první gól své kariéry 17. března 2019 v ligovém zápase proti Independiente. Střelecky se prosadil ve finále Copa Argentina v roce 2019 proti Central Córdoba při výhře 3:0, a zajistil si tak trofej. V sezóně 2021 vstřelil Álvarez 18 branek v 21 zápasech domácí ligové soutěže, a stal se tak jejím nejlepším střelcem.

### Manchester City
Dne 31. ledna 2022, v den jeho 22. narozenin, přestoupil do anglického Manchesteru City za částku okolo 19 milionů liber, což byla jeho výkupní klausule. V anglickém klubu podepsal smlouvu na pět a půl roku, ale zůstal na hostování v River Plate do konce sezóny.

## Reprezentační kariéra
Za argentinskou fotbalovou reprezentaci debutoval 3. června 2021 v kvalifikaci na Mistrovství světa proti Chile, a to když v 62. minutě vystřídal Ángela Di Maríu. Byl nominován na závěrečný turnaj Copa América 2021, který Argentina vyhrála. Na turnaji odehrál celkem 34 minut, a to ze zápasu základní skupiny proti Bolívii.

## Statistiky

### Klubové
K 1. lednu 2021
| Klub        | Sezóna  | Liga             | Liga   | Liga | Národní pohár | Národní pohár | Ligový pohár | Ligový pohár | Kontinentální poháry | Kontinentální poháry | Ostatní | Ostatní | Celkem | Celkem |
| Klub        | Sezóna  | Liga             | Zápasy | Góly | Zápasy        | Góly          | Zápasy       | Góly         | Zápasy               | Góly                 | Zápasy  | Góly    | Zápasy | Góly   |
| ----------- | ------- | ---------------- | ------ | ---- | ------------- | ------------- | ------------ | ------------ | -------------------- | -------------------- | ------- | ------- | ------ | ------ |
| River Plate | 2018/19 | Primera División | 5      | 1    | 1             | 0             | 0            | 0            | 1                    | 0                    | 1       | 0       | 8      | 1      |
| River Plate | 2019/20 | Primera División | 7      | 0    | 3             | 1             | 2            | 0            | 5                    | 1                    | 0       | 0       | 17     | 2      |
| River Plate | 2020/21 | Primera División | 10     | 2    | 3             | 1             | 1            | 1            | 11                   | 5                    | 0       | 0       | 25     | 9      |
| River Plate | 2021    | Primera División | 35     | 20   | 0             | 0             | 0            | 0            | 10                   | 2                    | 0       | 0       | 45     | 22     |
| Celkem      | Celkem  | Celkem           | 57     | 23   | 7             | 2             | 3            | 1            | 27                   | 8                    | 1       | 0       | 95     | 34     |

### Reprezentační
K 27. lednu 2022
| Argentina | Argentina | Argentina |
| Rok       | Zápasy    | Góly      |
| --------- | --------- | --------- |
| 2021      | 5         | 0         |
| 2022      | 1         | 0         |
| Celkem    | 6         | 0         |

## Ocenění

### Klubové
Manchester City 
Uefa Champios league 2022/23
Premiere  league 2022/23, 2023/24
Uefa supercup 2023/24
FIFA club world club 2023/24 
Fa Cup 2022/23

#### River Plate
- Pohár osvoboditelů: 2018[1]
- Copa Argentina: 2018/19[1]
- Recopa Sudamericana: 2019[1]
- Supercopa Argentina: 2019[1]
- Primera División: 2021[1]
- Trofeo de Campeones: 2021[1]

### Reprezentační

#### Argentina
- Copa América: 2021[1], 2024
- Finalissima: 2022
- Mistrovství světa ve fotbale:

2022

### Individuální
- Nejlepší střelec Primera División: 2021 (18 gólů)[7]
- Nejlepší fotbalista hrající v Jižní Americe: 2021
- Nejlepší jedenáctka hráčů hrajících v Jižní Americe: 2021